# Sinople

Representación del esmalte sinople, en color y en grabado.

Álamo de sinople en las armas del hundred de Lysing, en la provincia sueca de Östergötland.

En heráldica, sinople, sínople e incluso sinoble (del francés sinople y este nombre del de la antigua ciudad de Sinope) es la denominación del color verde. De entre los esmaltes heráldicos, pertenece al grupo de los colores, junto con el gules (rojo), el azur (azul), el sable (negro) y el púrpura.

## Historia

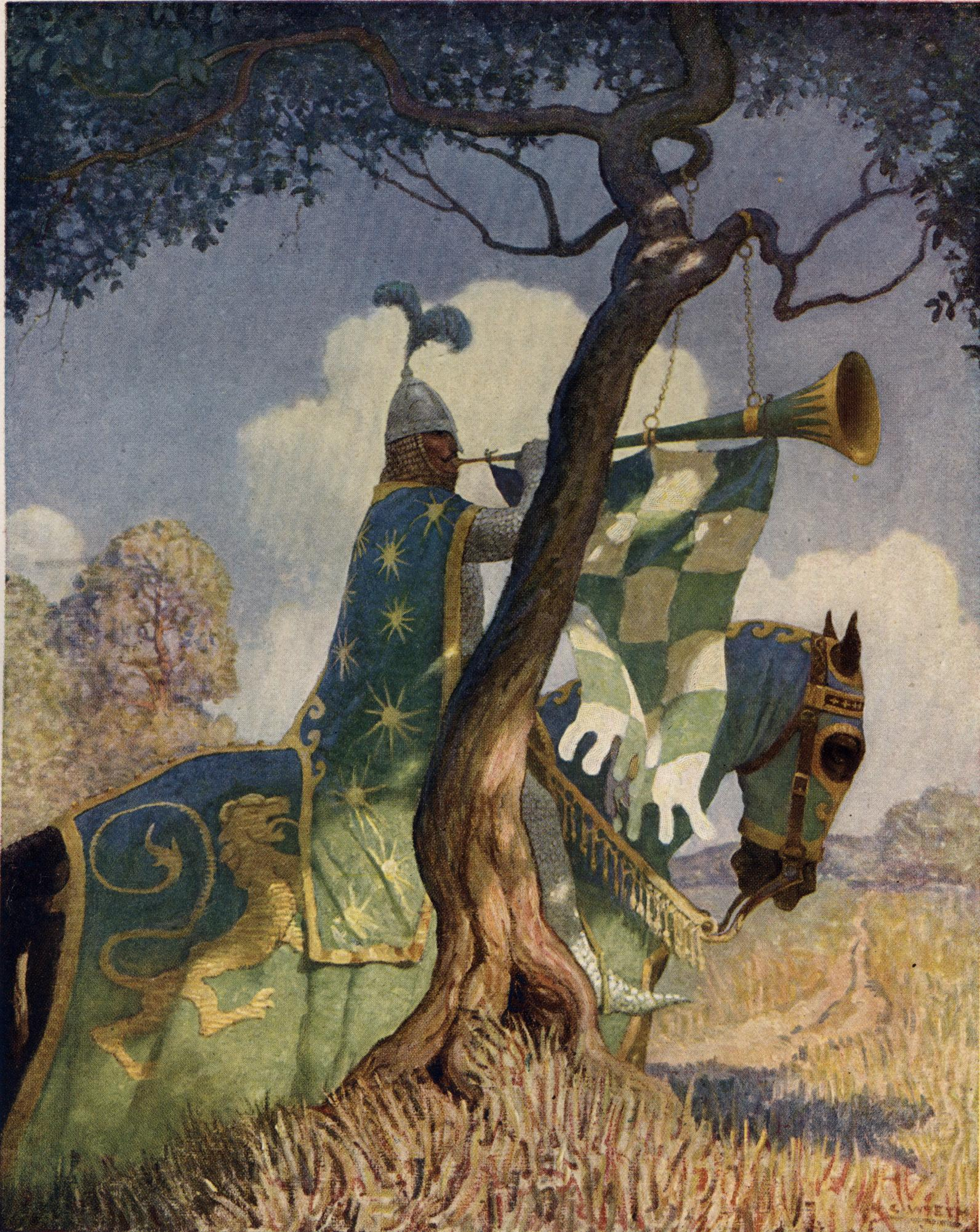
Michel Pastoureau ha observado que en los romances arturianos de los siglos y los «caballeros verdes» casi siempre son personajes irreflexivos o malvados. (Ilustración de N.C. Wyeth, 1922).

Una de las primeras menciones de un escudo verde se encuentra en el Roman de Troie, de Benoît de Sainte-Maure, que data de alrededor del año 1155, donde este esmalte es descrito con el nombre que recibía en Francia en ese momento: vert (‘verde’).
En los inicios de la heráldica, entre los siglos XII y XIII, este era el esmalte menos utilizado: el historiador Michel Pastoureau halló que aparecía en menos del 5 % de las armerías europeas. Para explicar esta escasa presencia del verde en los escudos, se ha argüido que hasta el siglo XIII este color tuvo connotaciones negativas (el Diablo y sus criaturas, el islam, la inestabilidad); que hasta fines del siglo XIV fue difícil de fabricar y de fijar satisfactoriamente; o que no destacaba contra el verde de la hierba.
Sin embargo, durante el siglo XIV la Europa occidental experimentó una revalorización del color verde y, si bien este color nunca fue ampliamente usado en armerías, hacia comienzos del siglo XV ya estaba bien establecido dentro del canon heráldico.

### Devertasinople
Hasta principios del siglo XIV, el término sinople se empleaba en la literatura francesa como designación poética del color rojo. Este vocablo derivaba de sinope, sinopis, palabras latinas que en la antigüedad clásica se referían por lo general al rojo, en alusión a una clase de ocre rojo muy apreciado que se extraía en Capadocia y se exportaba desde el puerto de Sinope, en Anatolia. Aun después de su adopción por parte de la heráldica con el significado de «verde», sinople conservó su significado literario de «rojo» durante unos dos siglos más.
Se desconoce por qué motivo la palabra sinople experimentó ese cambio de significado en la jerga heráldica; Pastoureau ubica este cambio entre los años 1380 y 1400, o tal vez unas décadas antes. Se ha sugerido que los heraldos franceses cambiaron el nombre del esmalte vert por sinople debido a que vert era homófono con vair (‘veros’), un forro heráldico.
En los reinos españoles, recién a mediados del siglo XV el término heráldico francés sinople comenzó a ser traducido como esmalte heráldico verde, en lugar de rojo.

### De rojo a verde
En cuanto al aparente despropósito de la adopción del nombre de un pigmento rojo para designar a un esmalte verde, el jesuita y heraldista Claude-François Menestrier (1631-1705), en su obra L' Art du blason justifié, lo explica citando parte del texto de un folleto manuscrito que se remontaría a alrededor del año 1400, y que trataba acerca de colores para pintura e ilustración. En su libro, Menestrier copia un capítulo de este folleto, en donde se menciona un pigmento llamado sinoplum, el cual —siempre según el manuscrito— provenía de la «ciudad de Sinopoli» y era a veces rojo y a veces verde. Esto sugiere que en algún momento se llamó sinoplum al renombrado ocre rojo de Anatolia, el actual rojo carmesí, y también a alguna clase de pigmento verde, igualmente importado.

Sinople heráldico convencional y manera de representarlo mediante líneas oblicuas cuando no se dispone de colores.

## Representación
El sinople no se encuentra definido con exactitud. En consecuencia, el tono y el matiz de verde a emplear para representarlo quedan a criterio del artista heráldico. Se recomienda, sin embargo, que el verde sea fuerte y fiel a su naturaleza; no debe inclinarse demasiado hacia el amarillo ni hacia el azul.
Cuando no se dispone de colores, el sinople puede representarse mediante un rayado muy fino de líneas oblicuas paralelas que van desde el ángulo superior izquierdo del dibujo hasta el inferior derecho, según el método atribuido al jesuita Silvestre Pietra Santa. Este es el método de representación que se ve comúnmente en grabados a una tinta.

## Ejemplos de uso
Debajo se presentan dos ejemplos antiguos y notables del uso del esmalte sinople.
- A la izquierda: las armas de Sajonia, derivadas de las de los antiguos duques de Ascania. El crancelín de sinople data probablemente de alrededor del año 1200, durante la formación del ducado de Sajonia-Wittenberg,[12] y representa una corona de ruda.
- A la derecha: la «pantera de Estiria», armas del estado austríaco de Estiria, que datan de 1160, cuando fueron adoptadas como emblema por el margrave Ottokar III de Estiria.[13]

Las tradicionales armas de Sajonia, actualmente escudo oficial del Estado Libre de Sajonia.
Escudo de Estiria, actualmente aún en uso.

Amadeo VI, duque de Saboya (1334-1383) fue apodado el «Conde Verde» debido a que solía vestir de este color. Si bien los colores de las armas de los Saboya eran plata y gules, durante la vida del Conde Verde se sumó el sinople a la librea de la Casa de Saboya. Estos tres colores, bastante más tarde, darían origen a la actual bandera de Italia.

### Uso en terrazas y montes
De entre las figuras heráldicas, suelen ser de sinople las terrazas y los montes, en representación del color de la hierba, aunque las reglas de la heráldica no impiden que se les asigne cualquier otro color.

Escudo de la comuna francesa de Domfront (Orne), con un castillo de plata terrazado de sinople.
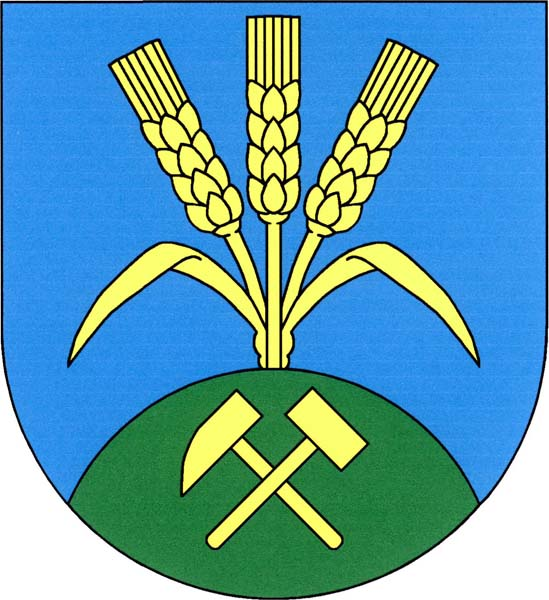
Monte de sinople en las armas del municipio checo de Dolní Nivy (distrito de Sokolov).
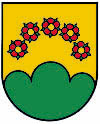
Escudo del municipio de Altenberg bei Linz (Alta Austria), con un monte de tres peñas de sinople.
Monte de tres peñas de sinople en el escudo de Hungría.

## Nombres, atribuciones y significados en desuso
Hacia el inicio del Renacimiento se desarrolló un sistema de correspondencias simbólicas para los colores heráldicos que hoy se encuentra en desuso.
Es de notar que hacia 1828 este sistema era considerado absurdo por el heraldista inglés William Berry, aunque el español Francisco Piferrer, en 1858, lo comenta como si todavía fuese válido.
Si bien Jean Courtois, Heraldo Sicilia del Reino de Aragón, menciona en su tratado Le blason des couleurs (1414) que cualquiera de estas asociaciones del sinople puede usarse para blasonar, en la práctica es posible que solamente se hayan usado el sistema planetario y el sistema de piedras preciosas. Para Alberto y Arturo García Caraffa (1919), el blasonado con gemas correspondía a los títulos y el de planetas a los soberanos.
Arthur Fox-Davies cita un ejemplo de blasonado con piedras preciosas que data de 1458.
Debajo se dan algunas de las antiguas correspondencias simbólicas del sinople, así como algunos de los nombres «griegos» que se le atribuyeron.
| Nombres «griegos»                | estera, molieuy, pracine |
| Metal                            | el mercurio, el plomo, el estaño |
| Planeta                          | Venus, Mercurio |
| Piedra preciosa                  | la esmeralda, el jaspe |
| Signo del Zodíaco                | Géminis y Virgo |
| Elemento                         | el agua, la tierra |
| Estación del año                 | la primavera |
| Mes                              | mayo, agosto |
| Día de la semana                 | el miércoles, el jueves, el viernes |
| Número                           | 6 |
| Árbol                            | el laurel |
| Flor                             | toda clase de plantas verdes, la siempreviva |
| Ave                              | el loro |
| Edad del hombre                  | la juventud |
| Complexión humana                | flemática |
| Virtudes teologales y cardinales | la fortaleza, la esperanza |
| Virtudes y cualidades mundanas   | la cortesía, el regocijo, la juventud, la bondad, la belleza, la honra, el amor, la lealtad en el amor, la afabilidad, la abundancia, la amistad, el campo y la posesión, el servicio y el respeto |
| Obligaciones del portador        | defender a los huérfanos y socorrer a los pobres, a los paisanos y a los labradores que estén oprimidos                                                                                            |

Además, de acuerdo con Courtois, el sinople sería considerado por algunos como el «menos noble» de los colores heráldicos.